# The Family Man (ER)
The Family Man is de vijftiende aflevering van het vijftiende seizoen van de televisieserie ER, die voor het eerst werd uitgezonden op 12 februari 2009.

## Verhaal
Bij de ambulance ingang vindt er een auto-ongeluk plaats waarbij de bestuurster zwaar gewond raakt. Zij heeft onmiddellijk een zware operatie nodig, haar zorgen gaan uit naar haar dochter die opvang nodig heeft. Zij is ongehuwd en de doktoren hebben grote moeite met het vinden van opvang voor de dochter. Dan blijkt de moeder een broer te hebben en het lukt de doktoren om hem op te sporen. De moeder is hier echter niet blij mee en later blijkt waarom, de dochter blijkt een dochter van de broer te zijn die hij in de steek heeft gelaten. De broer beloofd om op haar te passen maar laat hij haar toch in de steek. Als blijkt dat de moeder een nieuw hart nodig heeft en een tijdje in het ziekenhuis zal moeten blijven, moet de dochter naar een pleeggezin.
Dr. Morris maakt kennis met de familie van zijn vriendin Diaz, dit gaat niet zoals hij eerst gepland had. De ontmoeting loopt zeer stroef en als hij later ook nog kinderen moet gaan vermaken op een kinderfeestje ziet hij het niet meer zitten. Dan raakt een gast gewond en dr. Morris brengt hem naar de SEH, hier krijgt iedereen toch respect voor hem en nemen hem op in hun familie.
Dr. Gates heeft moeite om een oudere patiënt te overtuigen voor een behandeling. Hij denkt dat zijn dood niet uitgesteld kan worden, dr. Gates wendt zich tot de dochter van de patiënt voor hulp. Uiteindelijk lukt het hen om hem te overtuigen voor een behandeling.
Dr. Rasgotra vertelt aan dr. Brenner dat zij een baanaanbod heeft gekregen in North Carolina.

## Rolverdeling

### Hoofdrollen
- Parminder Nagra - Dr. Neela Rasgrota
- John Stamos - Dr. Tony Gates
- Scott Grimes - Dr. Archie Morris
- David Lyons - Dr. Simon Brenner
- Gil McKinney - Dr. Paul Grady
- Bresha Webb - Dr. Laverne St. John
- Linda Cardellini - verpleegster Samantha Taggart
- Laura Cerón - verpleegster Chuny Marquez
- Angel Laketa Moore - verpleegster Dawn Archer
- Montae Russell - ambulancemedewerker Dwight Zadro
- Emily Wagner - ambulancemedewerker Doris Pickman
- Troy Evans - Frank Martin
- Justina Machado - Claudia Diaz
- Tara Karsian - Liz Dade

### Gastrollen (selectie)
- Louis Gossett jr. - Leo Malcolm
- Hedy Burress - Joanie Moore
- Ariel Winter - Lucy Moore
- Michael Raymond-James - Stuart Moore
- Cecilia Aguilar - Cecilia
- Mark Fier - Philip
- Mark Arthur Miller - Alan Jensen
- Roger Reaves - Roger